# Новолотошино
Новолотошино́ — посёлок в Лотошинском районе Московской области России.
Относится к городскому поселению Лотошино, до реформы 2006 года относился к Монасеинскому сельскому округу. Население — 1067 чел. (2010).
В соответствии с постановлением Правительства Российской Федерации № 1408 от 21.12.1999 возникшему населённому пункту присвоено наименование посёлок Новолотошино.

## География
Расположен рядом с автодорогой Р90, с севера примыкая к районному центру — посёлку городского типа Лотошино. В посёлке 2 улицы. Соседние населённые пункты — посёлок Лотошино, деревня Турово.

## Население
| 2002 | 2006  | 2010  |
| ---- | ----- | ----- |
| 1133 | ↗1212 | ↘1067 |